# Hymns by Johnny Cash
Hymns by Johnny Cash — третій студійний альбом і перший госпел альбом американського співака та автора пісень Джонні Кеша, представлений 2 березня 1959 року. Альтернативна версія пісні «It was Jesus» була додана як додаткова після перевидання альбому в 2002 році. Кеш сказав, що покинув Sun Records, тому що Сем Філліпс не дозволив йому записати госпел альбом. Columbia пообіцяла йому випустити епізодичний госпел-альбом і він успішно записав цю платівку. Альбом став першим і найпопулярнішим госпел альбомом Кеша і є прикладом традиційних гімнів, покладених на кантрі-госпел музику. Альбом був записаний одночасно з The Fabulous Johnny Cash.

## Список пісень
| Сторона один | Сторона один               | Сторона один                  | Сторона один  | Сторона один |
| #            | Назва                      | Автор                         | Дата запису   | Тривалість   |
| ------------ | -------------------------- | ----------------------------- | ------------- | ------------ |
| 1.           | «It Was Jesus»             | Джоні Кеш                     | 24 липня 1958 | 2:08         |
| 2.           | «I Saw a Man»              | Артур Сміт                    | 23 січня 1959 | 2:36         |
| 3.           | «Are All the Children In»  | Крейг Старретт                | 23 січня 1959 | 1:58         |
| 4.           | «The Old Account»          | народна; аранжування Дж. Кеша | 13 січня 1959 | 2:29         |
| 5.           | «Lead Me Gently Home»      | Вілл Л. Томпсон               | 23 січня 1959 | 2:04         |
| 6.           | «Swing Low, Sweet Chariot» | народна; аранжування Дж. Кеша | 13 січня 1959 | 1:56         |

| Сторона два | Сторона два               | Сторона два                         | Сторона два    | Сторона два |
| #           | Назва                     | Автор                               | Дата запису    | Тривалість  |
| ----------- | ------------------------- | ----------------------------------- | -------------- | ----------- |
| 1.          | «Snow in His Hair»        | Маршалл Пек                         | 13 січня 1959  | 2:24        |
| 2.          | «Lead Me Father»          | Дж. Кеш                             | 13 серпня 1958 | 2:31        |
| 3.          | «I Call Him»              | Дж. Кеш Рой Кеш                     | 23 січня 1959  | 1:50        |
| 4.          | «These Things Shall Pass» | Стюарт Гамблен                      | 23 січня 1959  | 2:20        |
| 5.          | «He'll Be a Friend»       | Дж. Кеш                             | 23 січня 1959  | 2:00        |
| 6.          | «God Will»                | Джон Д. Лаудермільк Маріджон Вілкін | 13 січня 1959  | 2:24        |

| Додаткова пісня перевидання 2002 року | Додаткова пісня перевидання 2002 року | Додаткова пісня перевидання 2002 року | Додаткова пісня перевидання 2002 року | Додаткова пісня перевидання 2002 року |
| #                                     | Назва                                 | Автор                                 | Дата запису                           | Тривалість                            |
| ------------------------------------- | ------------------------------------- | ------------------------------------- | ------------------------------------- | ------------------------------------- |
| 13.                                   | «It Was Jesus» (Mono EP Version)      | Дж. Кеш                               | 24 липня 1958                         | 2:04                                  |

## Учасники запису
Музиканти
- Джонні Кеш — вокал, ритм-гітара
- Лютер Перкінс — соло-гітара
- Дон Хелмс — сталева гітара
- Маршалл Грант — бас-гітара
- Марвін Г'юз — фортепіано
- Бадді Гарман — барабани
- Морріс Палмер — ударні на «Lead Me Father»
- The Jordanaires — бек-вокал